# Indocnemis orang
Indocnemis orang là loài chuồn chuồn trong họ Platycnemididae. Loài này được Förster in Laidlaw mô tả khoa học đầu tiên năm 1907.